# Bembidion relictum
Bembidion relictum är en skalbaggsart som beskrevs av Thomas Casey. Bembidion relictum ingår i släktet Bembidion och familjen jordlöpare. Inga underarter finns listade i Catalogue of Life.